# Robert Sobukwe

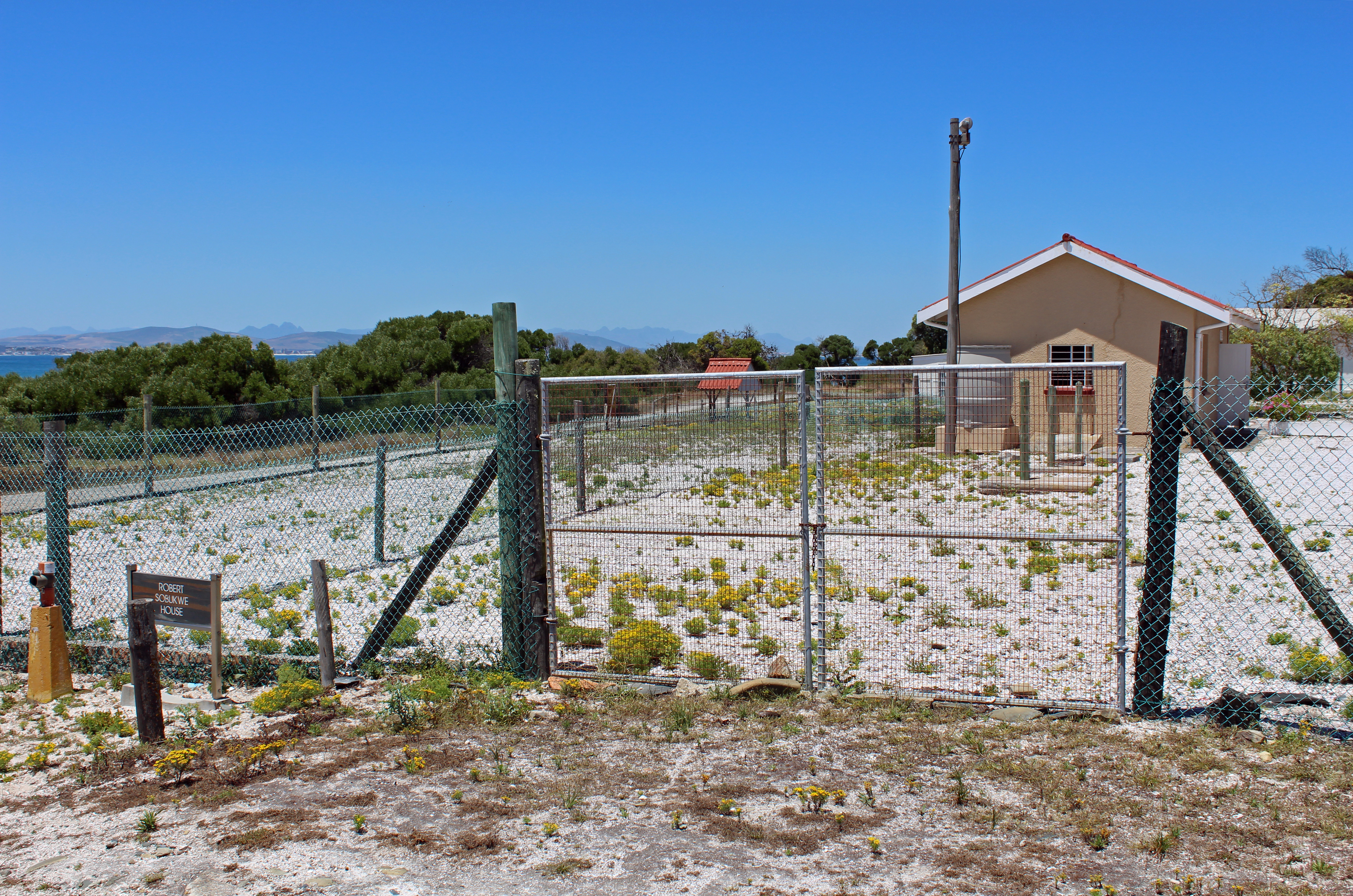
Cel van Robert Sobukwe op Robbeneiland waarin hij in eenzame opsluiting vastzat

Robert Sobukwe (Graaff-Reinet, 5 december 1924 – Kimberley, 27 februari 1978) was een Zuid-Afrikaans nationalistisch leider en de eerste president van het Pan-Afrikaans Congres (PAC).

## Levensloop
Sobukwe was de jongste van zes kinderen uit een arm gezin. Hij werkte zich op tot student aan de Universiteit van Fort Hare en uiteindelijk tot de eerste president van het PAC. Tijdens zijn studententijd voegde hij zich in 1948 bij het Afrikaans Nationaal Congres (ANC). Hier werd hij later tot voorzitter van de studentenraad gekozen.

### Politieke stroming
Sobukwe was voorstander van een Afrikanistische toekomst voor Zuid-Afrika. Hij verwierp dan ook elke suggestie tot samenwerking met iedereen die geen Afrikaan was. Hierbij was zijn definitie van "Afrikaan": 
Een ieder die woont, loyaal is aan Afrika en bereid is om geregeerd te worden door een Afrikaanse meerderheid.
Na zijn vertrek bij het ANC naar het Pan-Afrikaanse Congres werd hij verkozen tot president in 1959.
De reden van het vertrek was dat Sobukwe van mening was dat blanken en zwarten onmogelijk met elkaar konden samenleven. Hij wilde dan ook dat alle blanken werden uitgesloten van lidmaatschap van het ANC. Ieder vertrouwen dat men in blanken had zou het idee ontkrachten dat zwarten de mogelijkheid hadden de macht te verkrijgen die hen was afgenomen.

### Academisch leven
Sobukwe werd in 1950 aangesteld als docent op een middelbare school in Standerton. Hij verloor deze baan toen hij zich in 1952 uitsprak over de Defiance Campaign.
In 1954 verhuisde hij naar Johannesburg, waar hij docent Afrikaanse studies werd aan de Universiteit van de Witwatersrand. Gedurende deze tijd was hij redacteur bij de krant The Africanist. In deze functie begon Sobukwe steeds kritischer op het ANC te worden. Hij beschreef de partij als liberaal-linkse multiracialisten. Dit stond haaks op zijn Afrikanistisch perspectief.
De vele restricties vanuit de overheid bemoeilijkte Sobuwkes academische carrière. Hij mocht bijvoorbeeld niet naar het buitenland reizen om te studeren of te werken. Desondanks behaalde hij een diploma Economie aan de Universiteit van Londen en een diploma rechtsgeleerheid. In 1975 begon Sobuwke zijn eigen praktijk als advocaat in Kimberley.

## Gevangenschap
Het PAC leidde een nationaal protest tegen de Pasjeswetgeving. Deze wet verplichtte elk zwart persoon tot het altijd bij zich dragen van een pas. Sobukwe leidde een protest in Orlando in Soweto waarbij hij werd vergezeld door enkele medestanders. Hij maakte zich bewust schuldig aan het overtreden van de wet en werd gearresteerd. Sobuwke werd veroordeeld tot opruiing en veroordeeld tot 3 jaar gevangenis.

### Sobukwe Clausule
De Nationale Partij beschouwde Sobukwe vanwege zijn invloed als een bedreiging voor het apartheidssysteem. Het Zuid-Afrikaanse parlement voerde dan ook in 1963 de zogenoemde Sobukwe-clausule in. Deze bood de mogelijkheid minimaal 5 jaar gevangenisstraf of zelfs de doodstraf op te leggen aan eenieder die het land verliet om zich in sabotagetechnieken te bekwamen, of die de gewelddadige omverwerping van de regering voorstond of de imenging van een buitenlandse interventiemacht zoals de Verenigde Naties bepleitte. De clausule werd alleen toegepast op Sobukwe. Nadat hij zijn tijd had uitgezeten, bleef hij geïnterneerd op Robbeneiland.

### Robbeneiland
Op Robbeneiland werd Sobuwke in een apart gebouw vastgehouden. Hierin had hij geen contact met anderen, maar had hij wel bepaalde privileges zoals het lezen van boeken, kranten, burgerkleding en brood.
Hoewel contact met andere gevangenen strikt verboden was, kon Sobukwe geheime handsignalen geven. Ook behaalde hij een diploma in Economie van de Universiteit van Londen.
Gedurende zijn gevangenschap onderhield Sobuwke contact met zijn vriend en latere biograaf Benjamin Pogrund.
In 1969 werd Sobuwke vrijgelaten, maar hij bleef onder huisarrest en mocht niet politiek actief zijn.

## Ziekte en overlijden
Vanwege longkanker werd Sobukwe in 1977 in een ziekenhuis opgenomen. Zijn artsen bepleitten hem op humanitaire gronden meer vrijheden toe te staan, maar dit verzoek werd geweigerd. Sobukwe overleed op 27 februari 1978 in Graaff-Reinet en werd op 11 maart 1978 begraven.